# Tanytarsus sideophila
Tanytarsus sideophila är en tvåvingeart som först beskrevs av Zvereva 1950.  Tanytarsus sideophila ingår i släktet Tanytarsus och familjen fjädermyggor. Inga underarter finns listade i Catalogue of Life.